# دان فرنسيس
دان فرنسيس (بالإنجليزية: Dan Holman)‏ (5 يونيو 1990 بنورثامبتون في المملكة المتحدة - ) هو لاعب كرة قدم بريطاني في مركز الهجوم. لعب مع كولتشستر يونايتد ونادي ريكسهام وHiston F.C. ‏ وبرينتري تاون ونادي وكينغ ونادي دوفر أتليتيك ونادي ألدرشوت تاون ونادي تشيلتنهام تاون لكرة القدم وCogenhoe United F.C. ‏ وأكسفورد سيتي وLong Buckby A.F.C. ‏.

## وصلات خارجية
- دان فرنسيس على موقع قاعدة بيانات كرة القدم.إي يو (الإنجليزية)
- دان فرنسيس على موقع Soccerway.com (الإنجليزية)